# Evangelina
Az Evangelina görög eredetű női név, jelentése: az evangélium hirdetője.

## Rokon nevek
- Evangelika:[1] az Evangelina alakváltozata

## Névnapok
- május 26.
- december 24.

## Külső hivatkozások
- Az MTA Nyelvtudományi Intézete által anyakönyvi bejegyzésre alkalmasnak minősített utónevek jegyzéke